# ليبرالية غلادستونية
الليبرالية الغلادستونية هي مذهب سياسي يأخذ اسمه من رئيس الوزراء البريطاني في العصر الفيكتوري وزعيم حزب الليبراليين، وليام إوارت غلادستون. تتمثل الليبرالية الغلادستونية بالإنفاق الحكومي المحدود والضرائب المنخفضة، مع ضمان توازن ميزانيات الحكومة والتوجه الأكبر نحو الحرية الشخصية وحرية الاختيار. تؤكد الليبرالية الغلادستونية أيضًا على التجارة الحرة، ومحدودية التدخل الحكومي في الاقتصاد، وتعزيز المساواة في الفرص من خلال الإصلاحات المؤسساتية. يُشار إليها في المملكة المتحدة باسم «مبدأ عدم التدخل» أو الليبرالية الكلاسيكية، وغالبًا ما تقارن بالثاتشرية.
أثرت الالتزامات المالية الغلادستونية جزئيًا على السياسة البريطانية، ويشير المؤرخ جون فينسنت على أن الرئيس ماركيز ساليسبوري الثالث «ترك خلفه اقتصادًا بريطانيًا منخفض الضرائب، ومنخفض التكاليف، بنمو ضعيف، متمثلًا بتمويل غلادستوني وعقيدة التجارة الحرة، وجيش احتياطي مجند، بالضبط كما وجده.. سالسبوري كان الرئيس، لكن غلادستون هو من كان يحكم». في أوائل القرن العشرين، بدأ حزب الليبراليين بالابتعاد عن الليبرالية الغلادستونية وبدأ بتطوير سياسات جديدة تعتمد على الليبرالية الاجتماعية (أو ما سماه غلادستون «البنائية»). اشتهرت حكومة الليبراليين في الفترة ما بين عامي 1905 و1914 بإصلاحاتها الاجتماعية، التي تضمنت معاشات المسنين والتأمين الوطني. زادت زيادة الضرائب والإنفاق العام أيضًا، وأدت أفكار الليبرالية الجديدة إلى مقترح ميزانية الشعب من قبل ديفيد لويد جورج في الفترة بين عامي 1909 و1910.
أول وزير مالية عمالي في بريطانيا، فيليب سنودن، كان لديه آراء اقتصادية غلادستونية. تجسد ذلك في ميزانيته الأولى في عام 1924، حيث تقلص الإنفاق الحكومي، وخفضت الضرائب، وقلت الرسوم على الشاي والقهوة والكاكاو والسكر. أشار المؤرخ إيه. جي. بي. تايلور إلى أن هذه الميزانية «كانت لتسر قلب غلادستون». عندما تولى إرنست بيفين منصب وزير العمل في عام 1940، قال: «يقولون إن غلادستون كان في الخزينة بين عامي 1860 و1930».

## الحقبة الغلادستونية
لمدة ثلاثين عامًا، ترادف لفظ الغلادستونية مع والليبرالية. شغل ويليام إوارت غلادستون منصب رئيس الوزراء أربع مرات (1868-1874، 1880-1885، 1886، و1892-1894). استندت سياسته المالية إلى مفهوم الميزانيات المتوازنة والضرائب المنخفضة و«مبدأ عدم التدخل»، وكانت مناسبة لمجتمع رأس المال الناشئ. أُطلق عليه لقب «الرجل العظيم الكبير» فيما بعد في حياته، كان غلادستون خطيبًا ديناميًا جذابًا بشكل كبير للطبقة العاملة والطبقة الوسطى الدنيا. كان متدينًا بشكل عميق، وأدخل نغمة أخلاقية جديدة على الساحة السياسية، من خلال إحساسه الإنجيلي ورفضه للأرستقراطية. غالبًا ما أثار تصرفه الأخلاقي غضب خصومه من الطبقة الأرستقراطية (بمن فيهم الملكة فيكتوريا) وأدت سيطرته القاسية إلى انقسام حزب الليبراليين.
في السياسة الخارجية، عارض غلادستون عمومًا التدخلات الخارجية، لكنه لم يقاوم وقائع الاستعمار. مثلًا، وافق على احتلال مصر من قبل القوات البريطانية في عام 1882. هدف إلى تكوين نظام أوروبي يعتمد على التعاون بدلًا من النزاع، وعلى الثقة المتبادلة بدلًا من المنافسة والشك، حيث يكون حكم القانون هو السائد بدلًا من حكم القوة والمصلحة الذاتية. لاقى هذا المفهوم الغلادستوني لنظام متناغم في أوروبا معارضة وهزم في النهاية على يد نظام بيسماركي للتحالفات والتناقضات المدبرة.
بصفته رئيسًا للوزراء بين عامي 1868 و1874، قاد غلادستون حزب الليبراليين الذي كان تحالفًا من البيليتس مثله، والويغز، والراديكاليين. أصبح حينها المتحدث الرسمي عن «السلام والاقتصاد والإصلاح». من حيث الإصلاحات التاريخية، كانت حكومته الأولى هي الأكثر نجاحًا. كان رجلًا مثاليًا، أصر على اتخاذ الحكومة تتخذ الزمام في جعل المجتمع أكثر كفاءة وأكثر عدلًا، وأن الحكومة يجب أن توسع دورها في المجتمع من أجل توسيع نطاق الحرية والتسامح. أسس قانون التعليم لعام 1870 المدارس الابتدائية التي تديرها الدولة، وإدارتها تقوم بمجالس مدرسية محلية منتخبة. تألف نظام القضاء من مجموعة من المحاكم المتداخلة والمتضاربة تمتد لقرون عدة. دمجها قانون القضاء لعام 1873 في نظام واحد مركزي للمحاكم، ممنوح له سلطة تنفيذ القانون والعدالة. نفذ تقرير نورثكوت-تريفيليان حول توظيف الخدمة المدنية الذي أعد قبل عشرين عامًا من ذلك بموجب مرسوم ملكي، استبدل التعيين بناءً على العائلة والرعاية بالامتحانات للاعتراف بالمواهب والقدرات. أما قانون اتحاد النقابات لعام 1871، فقد جعل النقابات قانونية وحماها من دعاوى قانونية، ولكن جعلت الإضراب أمام مقار أرباب العمل غير قانوني بموجب قانون تعديل القانون الجنائي لعام 1871 (تم إلغاؤه من قبل الحزب الحاكم في عام 1875). نفذ الاقتراع السري في عام 1872 بهدف منع شراء الأصوات، إذ لن يدفع السياسيون المال إذا لم يكونوا متيقنين من كيفية تصويت الشخص. بينما كانت البحرية في حالة جيدة، إلا أن الجيش لم يكن كذلك. كان تنظيمه غير واضح، وسياسته غير عادلة، وعقوباته القاسية معتمدة بشكل رئيسي على التهذيب الوحشي. على مستوى المقاطعة، اختار السياسيون ضباط وحدات الميليشيا في المقاطعة، مع تفضيل الروابط الاجتماعية على القدرة. طالب الجيش العادي بالتجنيد لمدة واحد وعشرون عامًا، ولكن من خلال إصلاحات بدأها إدوارد كاردويل، وزير الحرب في حكومة غلادستون، تقلص التجنيد إلى ستة أعوام، بالإضافة إلى ست سنوات في الاحتياط. تنظمت الفصائل حسب المناطق الإقليمية وتجهزت ببنادق حديثة. تبسطت السلسلة المعقدة للقيادة، وفي حالات الحرب، خضعت ميليشيات المقاطعة لسيطرة مكتب الحرب المركزي. ألغي شراء الرتب العسكرية، وألغي أيضًا التهذيب في فترات السلم. لم تكن الإصلاحات تمامًا كاملة، حيث كان لدى الدوق الملكي لكامبريدج السيطرة الكبيرة على الرغم من قدراته المتواضعة. قدم المؤرخون تقديرات عالية لغلادستون على برنامج إصلاحه الناجح.
تم عزل الكنيسة الأنجليكانية في أيرلندا، التي خدمت أقلية صغيرة من الأيرلنديين، من خلال قانون الكنيسة الأيرلندية لعام 1869. لم يعد على الكاثوليك دفع الضرائب لها. ركزت جهود الليبراليين الأخرى على إصلاح الأراضي، حيث سمح قانون الأراضي الأيرلندي الأول لعام 1870 للمستأجرين الأيرلنديين، إذا تم طردهم، بالتعويض عن أية تحسينات قاموا بها على أراضيهم.
في انتخابات عام 1874، هزم غلادستون على يد الحزب الحاكم بقيادة بنجامين ديزرائيل خلال فترة انكماش اقتصادي حادة. قدم استقالته الرسمية من منصب زعيم الليبراليين وتم تعيين ماركيز هارتنجتون بديلًا عنه، لكنه سرعان ما عاد إلى الحياة السياسية. اختلف بشدة مع سياسة ديزرائيل الموالية للدولة العثمانية في الشؤون الخارجية، وفي عام 1880، قاد أول حملة انتخابية شاملة في بريطانيا، والتي أصبحت معروفة باسم حملة ميدلوثيان. فاز الليبراليون بأغلبية كبيرة في انتخابات عام 1880. رفض كل من هارتنجتون ولورد غرانفيل، زعيم الليبراليين في مجلس اللوردات، دعوة الملكة فيكتوريا لتشكيل حكومة، واستأنف غلادستون العمل في المنصب.
هيمنت الشؤون الإيرلندية على حكومة غلادستون الثانية. أصبح الحزب البرلماني الإيرلندي هو الحزب الرئيسي في أيرلندا بعد تنفيذ الاقتراع السري في عام 1872، وتزعمه تشارلز ستيوارت بارنيل. كانت تلك فترة من عدم استقرار كبير في الممتلكات الزراعية في أيرلندا (حرب الأراضي)، والتي تم تخفيفها جزئيًا بواسطة قانون الأراضي الأيرلندي الثاني لعام 1881 الذي أخذ بموجبه المستأجرين الأيرلنديين حق «الثلاثة إف»، إيجار عادل يتم تحديده من خلال لجنة، واستقرار في الملكية، وحق البيع الحر في عقود الإيجار الخاصة بهم. تعرض بارنيل للسجن مؤقتًا، ولكن أفرج عنه مقابل وعد (المعروف باسم معاهدة كيلمينهام) بمحاولة وقف العنف. وسع قانون الإصلاح الثالث (1884) حق الانتخاب الذي قدمه ديزرائيل في المقاعد الحضرية في عام 1867 ليشمل المقاعد الريفية. كان أحد تأثيراته منح العديد من الكاثوليك حق التصويت، مما زاد من سلطة بارنيل بشكل أكبر.